# Elaphria insipida
Elaphria insipida är en fjärilsart som beskrevs av Paul Dognin 1897. Elaphria insipida ingår i släktet Elaphria och familjen nattflyn. Inga underarter finns listade i Catalogue of Life.